# Angelo Gremo
Angelo Gremo (né le 3 décembre 1887 à Turin et mort dans cette ville le 4 septembre 1940,) est un coureur cycliste italien du début du XXe siècle.

## Biographie
Professionnel de 1911 à 1927, Angelo Gremo a remporté une étape du Tour d'Italie en 1914. Il a également terminé deuxième de l'édition 1920. Dans les classiques, il s'est imposé sur Milan-San Remo en 1919.
Malade, il meurt en 1940 à l'âge de 52 ans sur ses terres natales, alors qu'il est aveugle et vivant dans une grande pauvreté.

## Palmarès
- 1911
  - Coppa Val di Taro
  - 1re étape du Tour de Campanie
  - 2e du Tour de Campanie
  - 3e de Milan-San Pellegrino
  - 3e de Turin-Bordighera
- 1912
  - Grand Prix de Turin
  - 2e du Tour d'Italie
  - 2e de Milan-Modène
- 1913
  - Tour de Romagne
  - 2e de Milan-San Remo
- 1914
  - 1re étape du Tour d'Italie
  - 2e du Tour du Piémont
  - 10e du Tour de Lombardie
- 1915
  - 2e de Milan-San Remo
- 1916
  - Milan-Piasso del Giovi
  - 2e de Milan-Albissolo
- 1917
  - Tour d'Émilie
  - Milan-La Spezia
  - 2e du Tour de la province de Milan avec Costante Girardengo
  - 3e de Milan-San Remo
  - 7e du Tour de Lombardie
- 1918
  - 2e du Giro del Penice
- 1919
  - Milan-San Remo
  - Tour de la province de Milan
  - 2e du Championnat d'Italie sur route
  - 3e du Tour du Piémont
  - 6e du Tour d'Italie
- 1920
  - 2e du Tour d'Italie
- 1921
  - Tour de Campanie
  - Tour de la province de Milan (b) avec Gaëtano Belloni
  - 3e du Tour de la province de Milan (a) avec Gaëtano Belloni
  - 5e du Tour d'Italie
- 1922
  - Tour du Piémont
  - Giro del Sannio e Irpinia :
    - Classement général
    - 2 étapes

  - Grand Prix Roccapiemonte
  - 2e de Paris-Bourganeuf
  - 3e du Tour de la province de Milan avec Costante Girardengo
- 1923
  - 3e du Tour du Piémont
  - 8e de Milan-San Remo
  - 10e du Tour d'Italie
- 1924
  - 3e de Milan-Turin
  - 10e de Milan-San Remo
- 1925
  - Tour de Romagne
  - 2e de Paris-Nancy
  - 2e du Grand Prix de Soissons
- 1926
  - 3e de Paris-Caen
  - 8e du Tour d'Italie
  - 9e du Tour de Catalogne

## Résultats sur les grands tours

### Tour d'Italie
7 participations
- 1912 : 2e avec l'équipe Peugeot (classement par équipes)
- 1914 : abandon, vainqueur de la 1re étape, leader du classement général pendant 1 jour
- 1919 : 6e
- 1920 : 2e, leader du classement général pendant 3 jours
- 1921 : 5e
- 1923 : 10e
- 1926 : 8e

### Tour de France
5 participations
- 1913 : abandon (3e étape)
- 1914 : abandon (4e étape)
- 1920 : abandon (1re étape)
- 1922 : abandon (2e étape)
- 1925 : 26e